# Jean Lannes

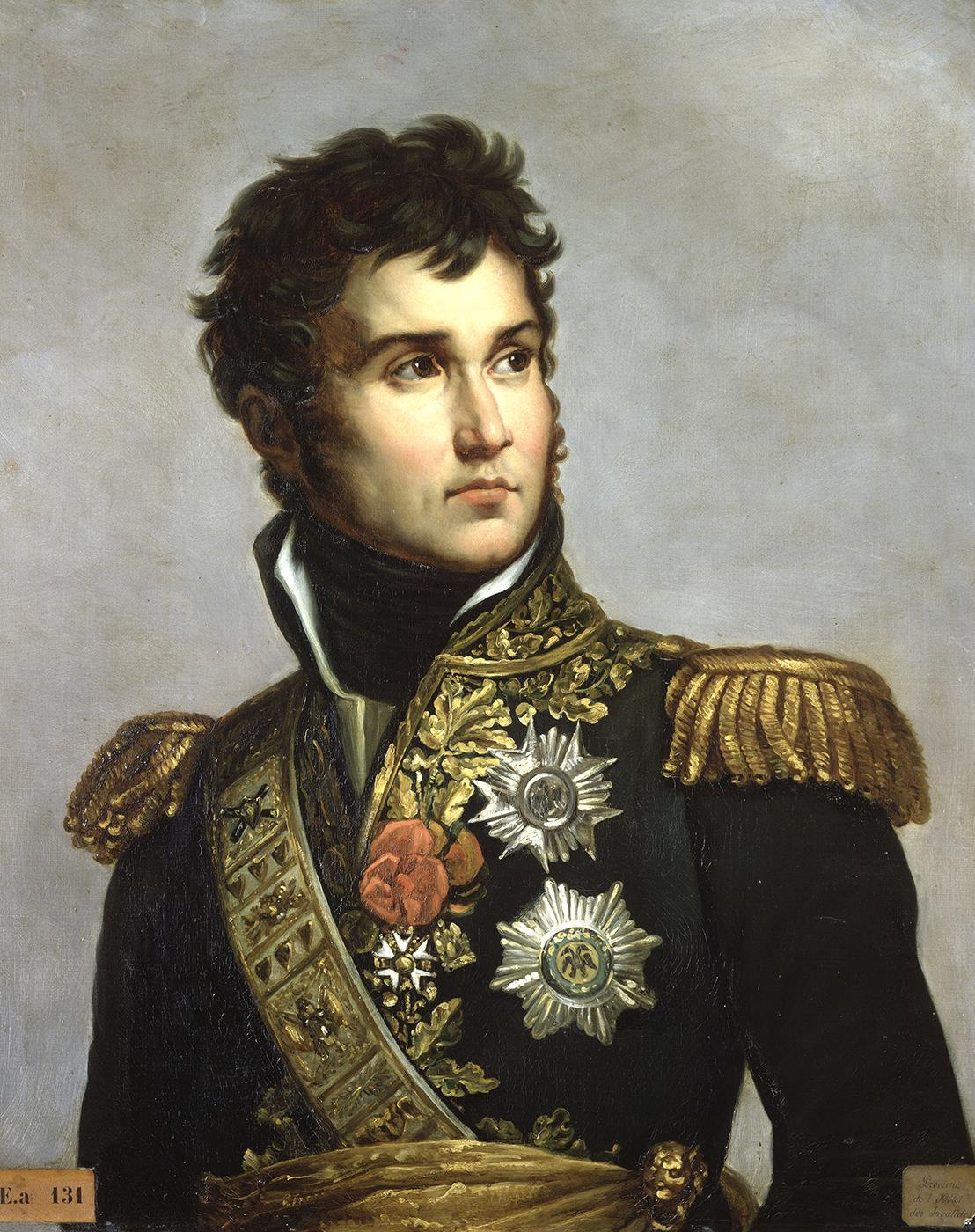
Jean Lannes

Jean Lannes (* 11. April 1769 in Lectoure, Gascogne, heute Département Gers; † 31. Mai 1809 in Kaiserebersdorf bei Wien) war ein französischer Offizier in der Zeit der Revolutionskriege, der durch Napoleon zum Prince de Sievers (Fürst von Sievers) und Duc de Montebello (Herzog von Montebello) erhoben und zum Maréchal d’Empire ernannt wurde. Er galt als einer der engsten Freunde Napoleons, nahm seit 1796 an allen Feldzügen Napoleons teil und galt neben Louis-Nicolas Davout und André Masséna als fähigster General der Grande Armée. Lannes wurde in der Schlacht bei Aspern tödlich verwundet.

## Leben

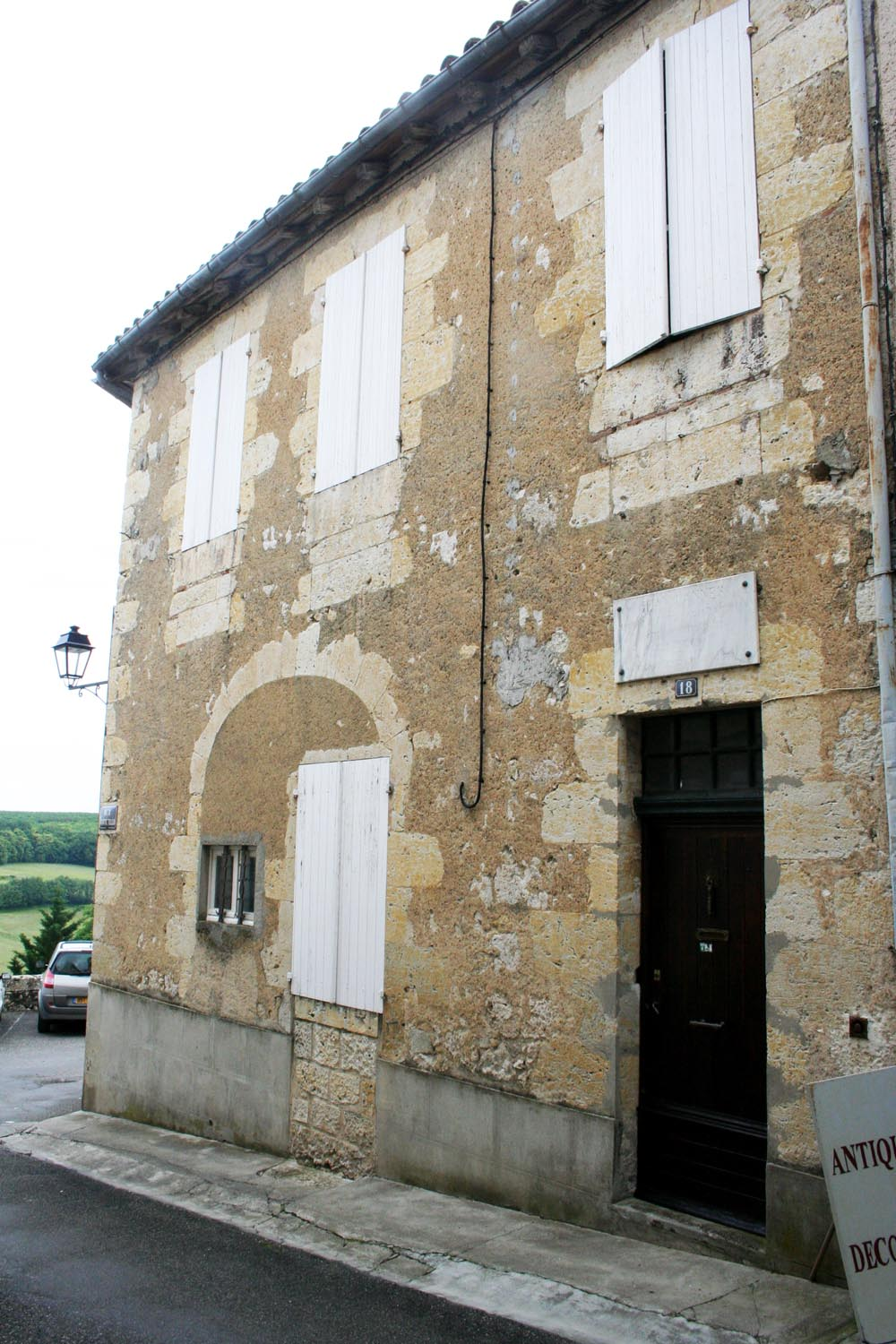
Geburtshaus Lannes’ in Lectoure

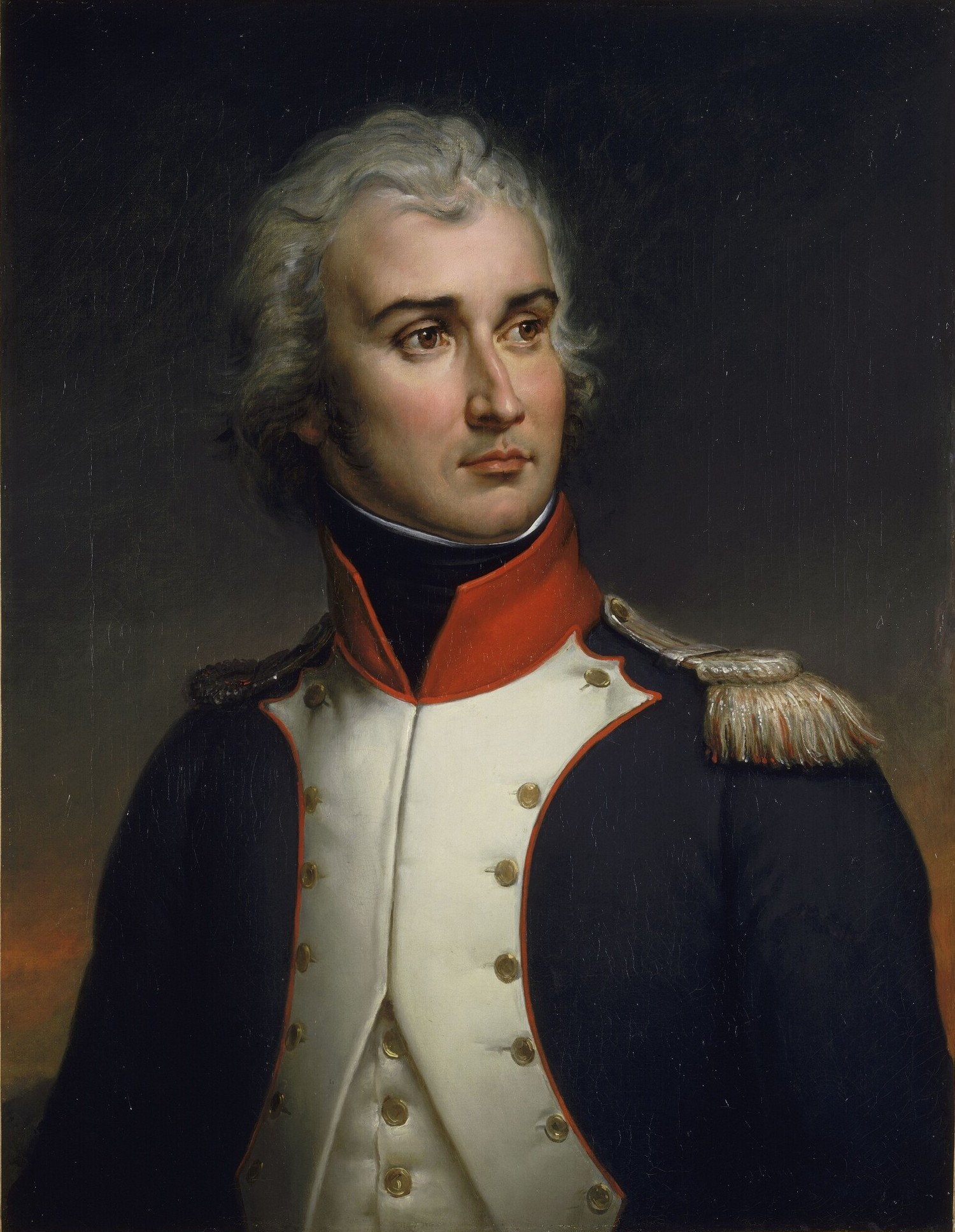
Lannes im Jahr 1792

Jean Lannes war der Sohn eines Stallknechts in Lectoure im Département Gers und arbeitete zunächst als Färber. Ab Juni 1792 strömten nach einem Aufruf der Regierung zehntausende Freiwillige zur Revolutionsarmee. Lannes wurde hierbei von den Volontaires (Freiwilligen) des Bataillons Gers zum Unteroffizier gewählt.  Lannes Einheit kämpfte im Ersten Koalitionskrieg gegen das Königreich Spanien in den Pyrenäenfeldzügen 1793/94 und 1794 erhielt er aufgrund persönlicher Tapferkeit und militärischen Erfolgs das Kommando über eine Brigade. Nach dem Sturz der Radikalen im Sommer 1794 wie viele weitere schnell aufgestiegene Offiziere seines Kommandos enthoben wurde er 1795 zum Chef de bataillon befördert und nahm 1796 am Italienfeldzug des jungen Generals Bonaparte teil. Hier wurde er schnell in den Rang eines Colonel befördert.
Durch seine Tapferkeit tat er sich beim Übergang über den Po und die Brücke von Lodi ebenso hervor wie im Gefecht bei Bassano und beim Sturm von Pavia, wo er zum Général de brigade befördert wurde. Er kämpfte mit Auszeichnung bei der Belagerung von Mantua und in der Schlacht bei Arcole mit.
1798 folgte er Bonaparte nach Ägypten. Bei den Ereignissen des 18. Brumaire leistete er Bonaparte wesentliche Dienste, folgte ihm 1800 nach Italien und schlug hier den Feind am 9. Juni bei Montebello. 1801 ernannte ihn Bonaparte zum bevollmächtigten Minister in Lissabon, 1804 zum Marschall (19. Mai), 1807 zum Herzog von Siewierz in Schlesien (30. Juni) und 1808 zum Herzog von Montebello (15. Juni) im napoleonischen Adel (noblesse impériale).

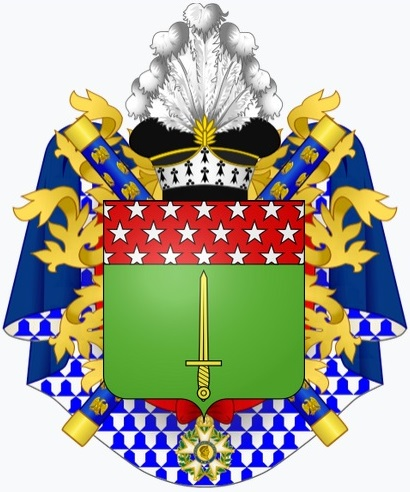
Wappen von Jean Lannes als Herzog von Montebello

Im Feldzug gegen Österreich von 1805 erhielt Lannes den Befehl über die Vorhut der Grande Armée und lieferte der russischen Armee am 16. November das Treffen bei Hollabrunn. Bei Austerlitz trug er an der Spitze des linken Flügels viel zum Sieg bei. Am 14. Oktober 1806 befehligte er in der Schlacht bei Jena mit seinem 20.900 Mann starken 5. Korps die Schlüsselposition im Zentrum. Am 26. Dezember des gleichen Jahres wurde Lannes im Kampf gegen russische Truppen in Pultusk schwer verwundet. Im Mai 1807 übernahm der wiedergenesene Marschall das Kommando über das Reservekorps und nahm an der Schlacht bei Heilsberg und dem entscheidenden Treffen bei Friedland in Ostpreußen teil.
Er wurde zum Colonel général der Schweizer ernannt und begleitete 1808 den Kaiser nach Spanien, wo er am 22. November den General Castaños bei Tudela schlug und danach die berühmte Belagerung von Saragossa leitete. Im Feldzug von 1809 gegen Österreich befehligte er zwei Divisionen in dem Treffen bei Eggmühl und bei der Einnahme von Regensburg und zog am 13. Mai nach zweitägiger Beschießung an der Spitze des Vortrabs in Wien ein.

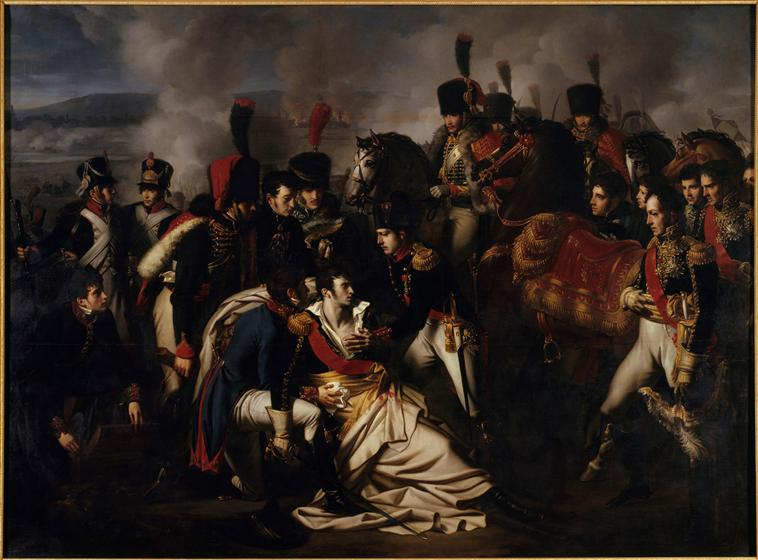
A.P. Bougeois: Der Tod von Maréchal Lannes

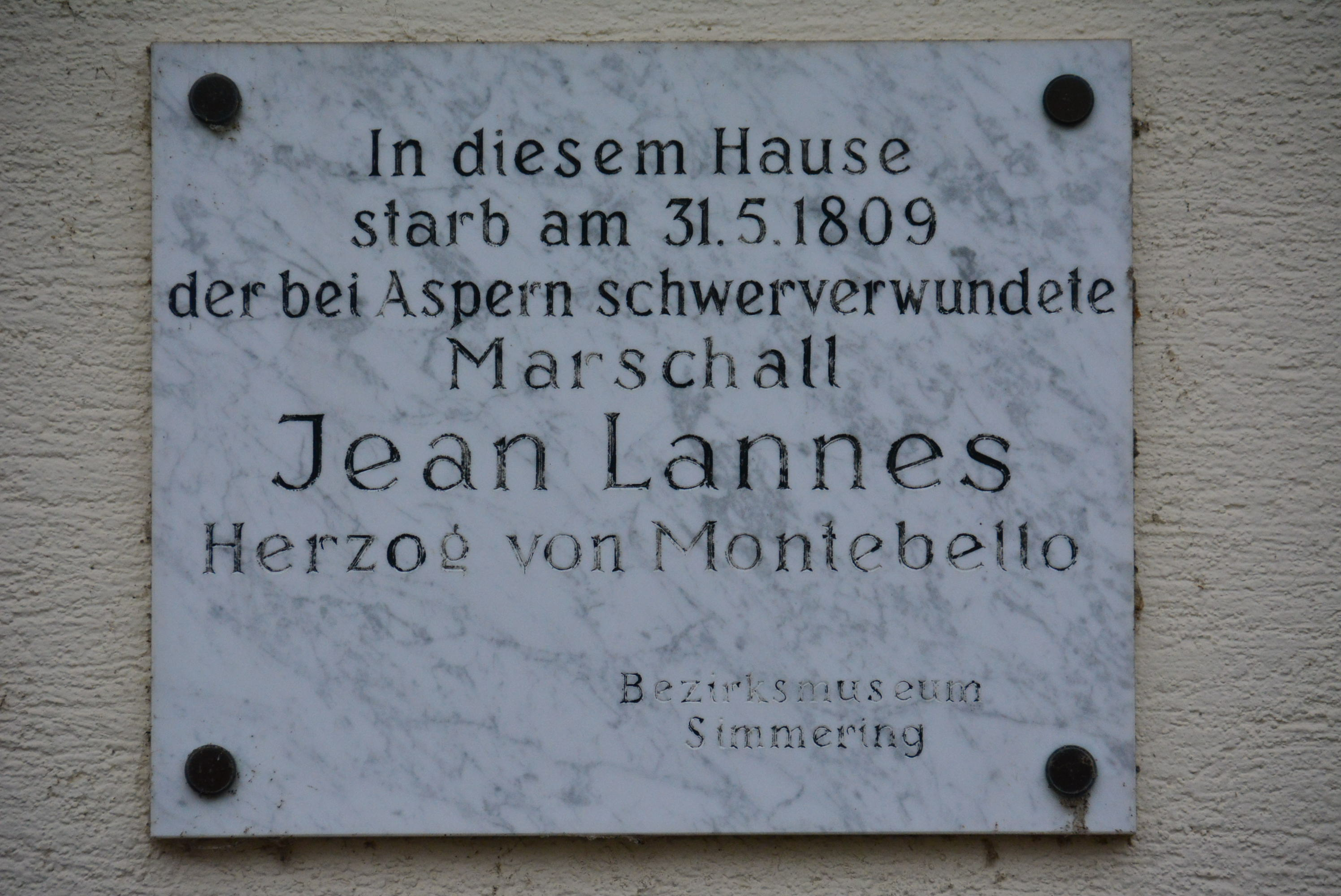
Gedenktafel für Jean Lannes in Wien-Simmering (Mailergasse 12)

Bei Aspern-Eßling befehligte er das Zentrum. Als er am zweiten Schlachttag, 22. Mai, die Linien durchritt, um den Soldaten Mut zuzusprechen, verletzte ihn eine Kanonenkugel an beiden Beinen schwer. Ein Bein wurde noch notdürftig amputiert, jedoch erlag er dem nachfolgenden Wundbrand am 31. Mai in Kaiserebersdorf bei Wien. Seine Leiche wurde nach Straßburg gebracht, 1810 in Paris im Panthéon beigesetzt und später auf dem Friedhof Père-Lachaise beerdigt.

## Bedeutung

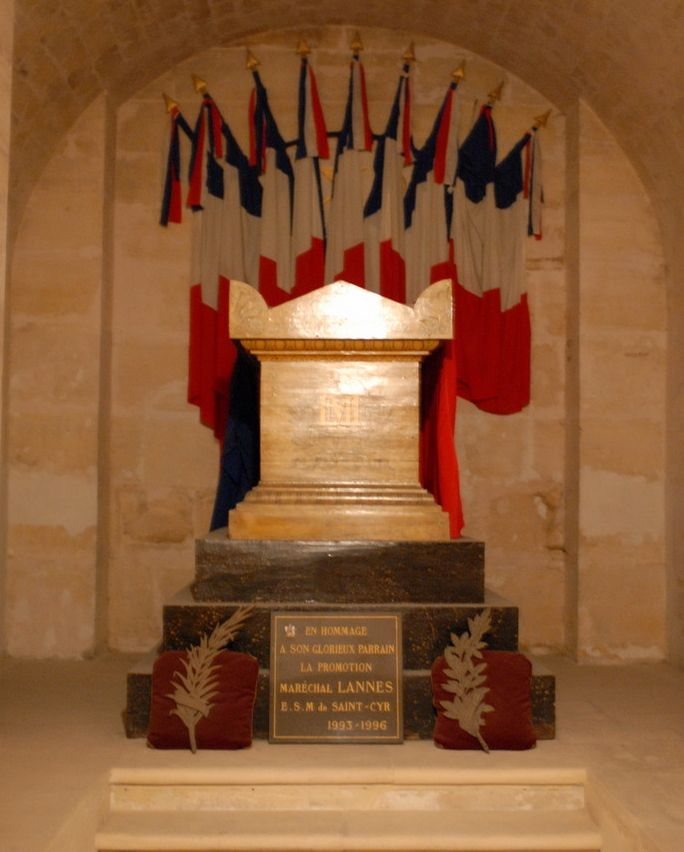
Grab Lannes’ im Panthéon

Lannes stammte aus einfachen Verhältnissen und hatte nur eine geringe Schulbildung. Die Engländer bezeichneten ihn als Emporkömmling aus dem Bodensatz der Revolution. Dennoch gilt Lannes neben Davout und Masséna als einer der fähigsten Generäle Napoleons. Charakterisiert wird er als tapfer und couragiert, man könnte auch sagen draufgängerisch; ebenfalls Erwähnung finden seine Führungsqualitäten.
Bewusst oder unbewusst passten sein Charakter und seine Fähigkeiten genau zu Napoleons Art, eine Schlacht zu schlagen. Darin besteht eine Erklärung dafür, dass er beständig für Aufgaben eingesetzt wurde, die äußerste Entschlossenheit und Wagemut erforderten, besonders dann, wenn Napoleons Taktik von der Schlagkraft und der Aufopferung eines bestimmten Truppenteils abhing. Wie Napoleon die Fähigkeiten seiner Untergebenen einschätzte, kann fast exakt an der Häufigkeit abgelesen werden, mit der er sie zur Vorbereitung seines eigenen Entscheidungsschlags einsetzte.
Weniger herausragende Generäle oder vorsichtige und genau planende Truppenführer wie Soult oder MacDonald hielt er für den letzten, entscheidenden Angriff zurück, den er selbst führte. Aber die langen Stunden der vorbereitenden Gefechte mit ungewissem Ausgang, die den Entscheidungsschlag erst möglich machten, vertraute er nur Männern an, von deren außerordentlicher Courage und hohen Führungsqualitäten er überzeugt war. Ein solcher Mann war Davout bei der Schlacht bei Austerlitz und Auerstedt und Lannes bei Friedland, Jena und Aspern.
Mit diesen Fähigkeiten erreichte Lannes den Aufstieg vom Bauernsohn und einfachen Soldaten bis zum Marschall. Napoleon sagte über ihn: Chez Lannes, le courage l’emportait d’abord sur l’esprit; mais l’esprit montait chaque jour pour se mettre en équilibre; je l’avais pris pygmée, je l’ai perdu géant. („Bei Lannes war der Mut größer als der Intellekt; aber der Intellekt wuchs jeden Tag, um sich dem Mut anzugleichen; ich traf einen Zwerg, aber ich verlor einen Riesen.“)
Lannes Tod traf Napoleon tief. Er verlor nicht nur einen seiner besten Generäle, sondern auch einen langjährigen engen Freund und soll lange tränenüberströmt am Sterbelager seines Freundes gesessen haben. Der Witwe schrieb er noch am Todestag aus Kaiserebersdorf: Ma cousine, le maréchal est mort ce matin des blessures qu’il a recues sur le champ d'honneur. Ma peine égale la vôtre. Je perds le général le plus distingué de mes armées, mon compagnon d’armes depuis seize ans, celui que je considérais comme mon meilleur ami. Sa famille et ses enfants auront toujours des droits particuliers à ma protection. C’est pour vous en donner l’assurance que j’ai voulu vous écrire cette lettre, car je sens que rien ne peut altérer la juste peine que vous ressentirez. („Meine Cousine, der Marschall ist heute morgen den Verletzungen erlegen, die er auf dem Feld der Ehre erlitten hat. Mein Schmerz ist Eurem gleich. Ich verliere den hervorragendsten General meiner Armeen, meinen Waffengefährten seit sechzehn Jahren, den ich als meinen besten Freund betrachtet habe. Seine Familie und seine Kinder werden immer besonderen Anspruch auf meinen Schutz genießen. Um Euch das zu versichern, wollte ich Euch diesen Brief schreiben, denn mir ist bewusst, dass nichts Euren berechtigten Schmerz lindern kann.“)
Lannes war der einzige Offizier, der Napoleon mit „Du“ anreden durfte und ihm wurde vom Kaiser als Einzigem das Recht eingeräumt, sich in Anwesenheit Napoleons unaufgefordert zu setzen, was der Etikette bei Hofe nicht entsprach.

## Ehrungen

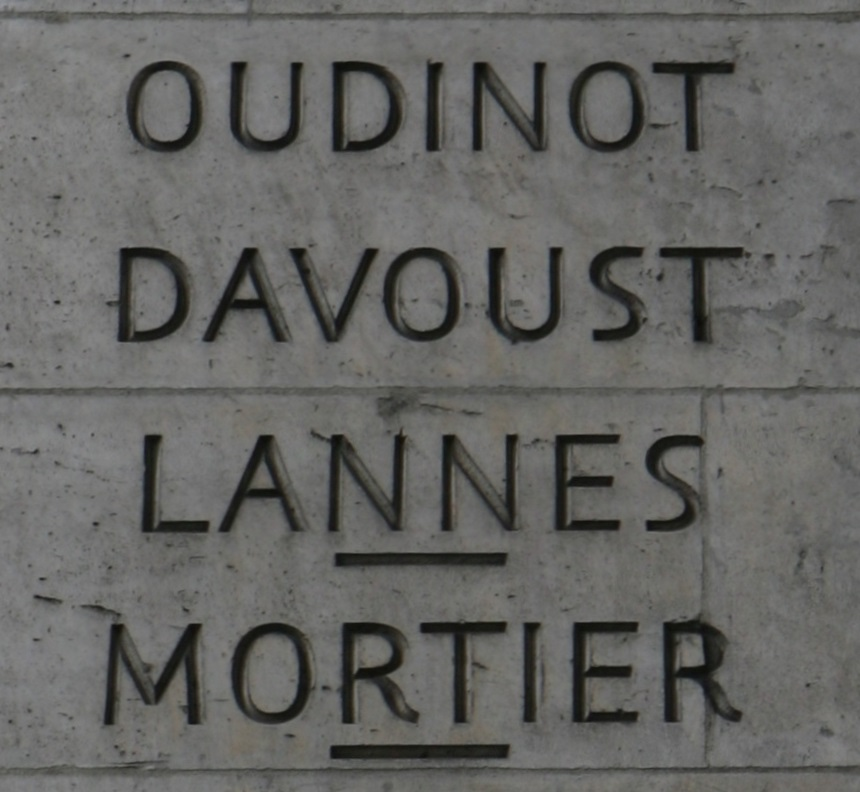
Inschrift mit dem Namen Lannes’ auf dem Pariser Triumphbogen (östlicher Pfeiler, Spalte 13)

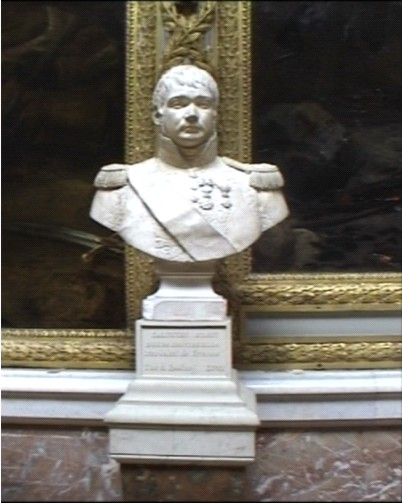
Büste in der Schlachtengalerie des Schloss Versailles

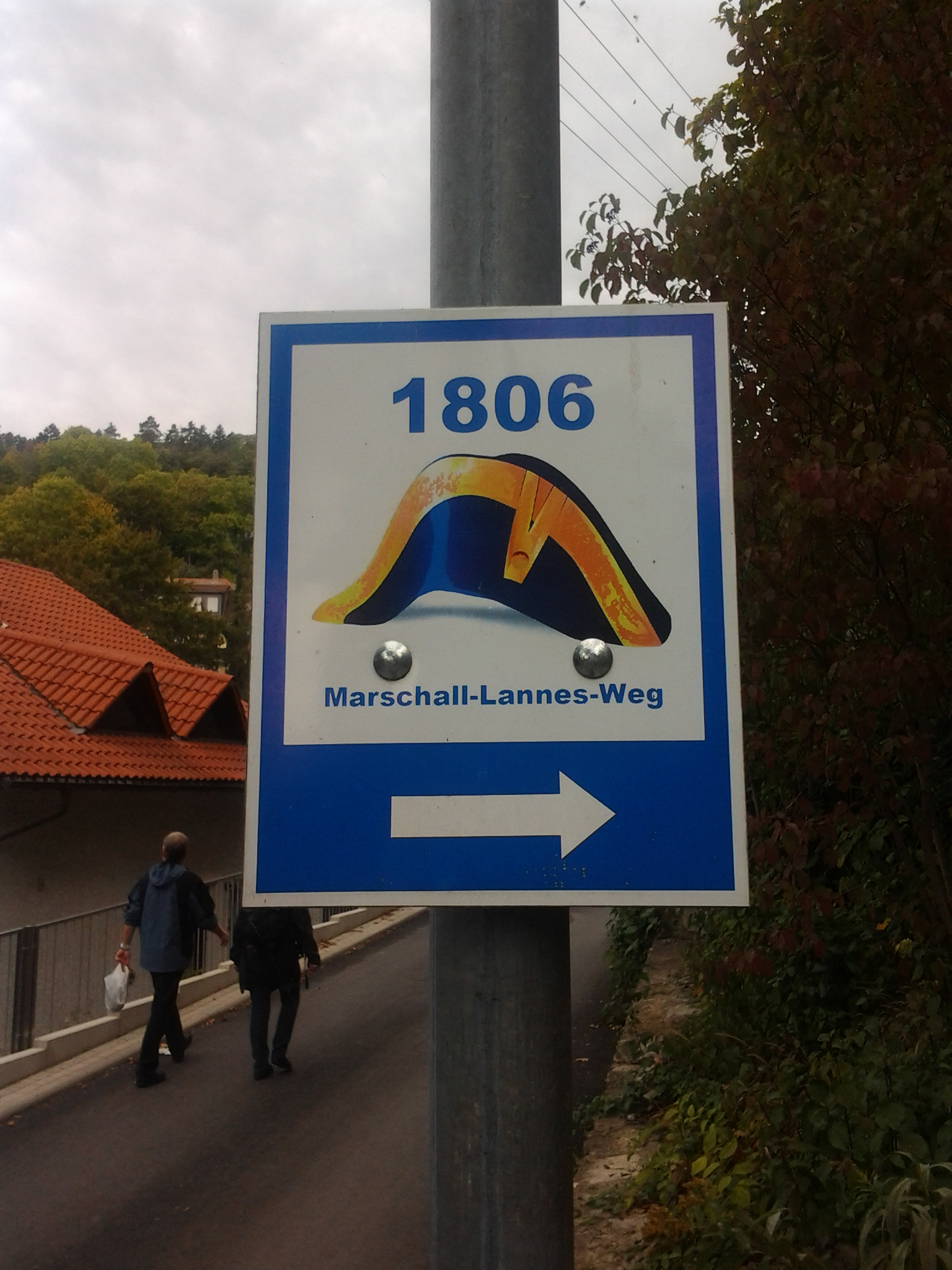
Wegweiser eines nach Marschall Lannes benannten Wanderweges in Jena

- Großoffizier der Ehrenlegion (14. Juni 1804)
- Großkreuz der Ehrenlegion (2. Februar 1805)
- Commandeur des Ordre de la couronne de fer
- Großkreuz des Christusordens
- Großkreuz des Militär-St.-Heinrichs-Ordens
- Chevalier des Andreas-Ordens
- Sein Name findet sich am östlichen Pfeiler (13. Spalte) des Triumphbogens am Place Charles-de-Gaulle (Paris).
- Seine Büste wurde in der 1837 eröffneten Schlachtengalerie des Schloss Versailles aufgestellt.
- In seinem Geburtsort Lectoure wurde ihm eine Statue errichtet.
- In Wien wurde an der alten Dorfgrenze zwischen Aspern und Essling die Lannesstraße nach ihm benannt.
- In Jena, wo er in der Schlacht 1806 das 5. Korps befehligte, trägt ein Wanderweg seinen Namen.

Lannes war Colonel général des Suisses unter Napoleon Bonaparte.

## Familie
Jean Lannes war seit 1800 in zweiter Ehe mit Louise-Antoinette Guéheneuc (1782–1856) verheiratet, nachdem seine 1795 geschlossene Ehe mit Jeanne-Josephe-Barbe „Paulette“ Meric drei Monate zuvor wegen angeblicher Untreue Paulettes geschieden worden war. Paulettes Sohn, Jean Claude Lannes de Montebello, wurde von Lannes nicht anerkannt. Er weilte in der Zeit vor Jean Claudes Geburt in Ägypten.
Aus der zweiten Ehe gingen fünf Kinder hervor:
1. Louis Napoléon Auguste Lannes, 2. duc de Montebello (1801–1874), wurde Staatsmann und Minister.
2. Alfred Lannes, comte de Montebello (1802–1861)
3. Jean-Ernest Lannes, comte de Montebello (1803–1882)
4. Gustave-Olivier Lannes, comte de Montebello (1804–1875), wurde General wie sein Vater.
5. Joséphine (1806–1889)